# هنري كارتييه بريسون
هنري كارتييه بريسون (بالفرنسية: Henri Cartier-Bresson) (22 من أغسطس 1908م – 3 من أغسطس 2004م)، هو مصور فوتوغرافي فرنسي يُعتبر مُنشئ التصوير الفوتوغرافي الصحفي الحديث. وكان بريسون من المصورين الأوائل الذين استخدموا شريط تصوير حجم الـ 35 ملم، كما بَرَعَ في التصوير الفوتوغرافي الصريح. وساهم في تطوير أسلوب «تصوير حياة الشارع» أو «الحياة الحقيقية» الذي أثر في أجيال من المصورين الفوتوغرافيين الذين ساروا على نهجه.
في عام 1947 اشترك بريسون مع ديفيد سيمور وروبرت كابا وجورج رودجر ووليم فانديفيرت في تأسيس «ماغنم فوتوز» (بالإنجليزية: Magnum Photos) في باريس، لتكون أول وكالة تعاونية في العالم ضمت أكثر من مصور حر.

## دراسته وعملهِ
حصل بريسون عـلى شهادة بكالوريوس في عام 1926، ثم تابع دروس الرسام لوت في مرسمه، والتقى بجماعة الفنانين السرياليين. وقضى عام 1930 في ساحل العاج في أفريقيا.
ثمّ ترك الرّسم في العام التالي وقرر أن يتوجه نحو التصوير الفوتوغرافي. ورحل في عام 1932 متجولا في قارة أوروبا ونشر صورهِ في المجلاّت. وفي عام 1933 أقام أوّل معرض لهُ في مدينة نيويورك. واشتغل في التصوير السينمائي، وخاصّة في ثلاثة من أفـلام المخرج جان رنوار (ابن الرسام أوغسط رنوار).

## أهم انجازاته

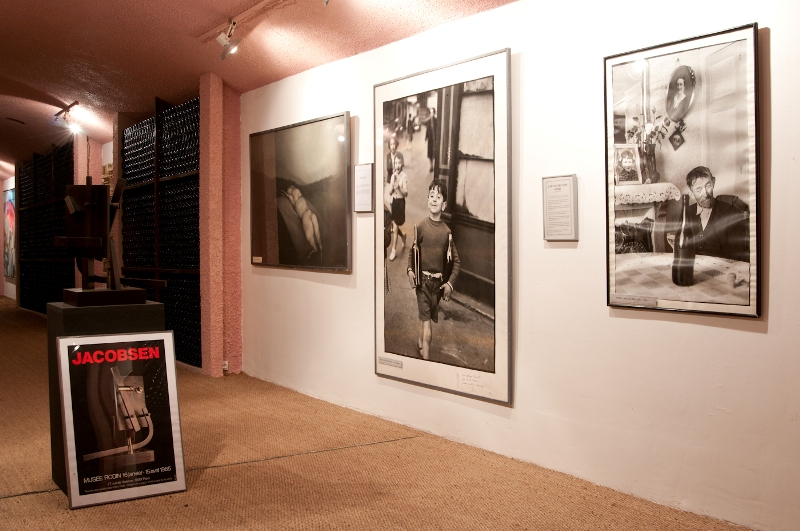
صورة من إحدى معارضه للتصوير الفوتوغرافي

- عمل في تصوير الأخبار، وعمل لحساب عدة وكالات اخبارية مثل ماغنوم، فشهد خبر انتصار الجنرال فرانكو للمعارضين من أنصار الجمهورية الإسبانية عام 1937، وخدم في الجيش فترة الحرب العالمية الثانية بوظيفة مصور عسكري، وشهد أحداث تحرير باريس من الجيش النازي عام 1945.
- سافر إلى بلاد الشرق وأقام في دول آسيا مدة ثلاث سـنـوات، للفترة مـن عـام 1948 إلى عام 1950، صوّر فيها في الهند المهاتما غاندي بضعة ساعات فقط قـبـل عملية اغتيالهِ، ثمّ شارك في تشييعه، وشهد في الصين مسيرة ماوتسي تونغ نحو بكين، وتوقّف في مدينة بغداد مصوراً معالمها في طريق عودتهِ إلى فرنسا.
- صور بريسون مجموعة من صور الأدباء والفنانين مثل: بول كلوديل وجان بول سارتر وسيمون دو بوفوار وألبير كامو وفرنسوا مورياك وألبرتو جياكوميتي وهنري ماتيس وبابلو بيكاسو، والتي تعدّ من بين أهم الصور الملتقطة لهم.

## حياته العائلية
تزوج بريسون من زوجتهِ الأولى راتنا موهيني عام 1937 وطلقها عام 1967، وتزوج عام 1970 من مارتين فرانك واستمر معها حتى وفاتهِ عام 2004. وانجب ابنته ميلاني.

## عودتهِ إلى الرسم
رجع هنري بريسون عام 1974 إلى عملهِ الأوّل الرسم، وكان في عقد الستين من عمرهِ وأقام عدة معارض لأعمالهِ الفنية.

## وفاته
توفي بريسون في 3 آب/أغسطس 2004، في فرنسا، عن عمر ناهز الخامسة والتسعين عاماً.

## وصلات خارجية
- هنري كارتييه بريسون على موقع IMDb (الإنجليزية)
- هنري كارتييه بريسون على موقع الموسوعة البريطانية (الإنجليزية)
- هنري كارتييه بريسون على موقع مونزينجر (الألمانية)
- هنري كارتييه بريسون على موقع ألو سيني (الفرنسية)
- هنري كارتييه بريسون على موقع ميوزك برينز (الإنجليزية)
- هنري كارتييه بريسون على موقع أول موفي (الإنجليزية)
- هنري كارتييه بريسون على موقع قاعدة بيانات الأفلام السويدية (السويدية)
- هنري كارتييه بريسون على موقع إن إن دي بي (الإنجليزية)
- هنري كارتييه بريسون على موقع قاعدة بيانات الفيلم (الإنجليزية)
- هنري كارتييه بريسون على موقع كينوبويسك (الروسية)
- His portfolio at Magnum Photos
- Magnum Photos
- Special Report: Henri Cartier-Bresson (1908–2004) – Archived content by الغارديان
- Henri Cartier-Bresson's biographic sketch at Find A Grave
- Tête à Tête: Portraits by Henri Cartier-Bresson at the National Portrait Gallery, Washington DC
- Tête à Tête: Special Feature by Washington Post of the Exhibition by Henri Cartier-Bresson
- Henri Cartier-Bresson at the Metropolitan Museum of Art, New York City
- Cartier-Bresson's Impact on Photojournalism
- Henri Cartier-Bresson / When Photography Becomes Art
- List of links concerning HCB on ArtCyclopedia
- Video interview with Charlie Rose, July 6, 2000
- Cartier-Bresson's portfolio at Photography-now
- "John Berger pays tribute to his good friend", The Observer, 8 August 2004.